# Arthur Örnberg
Arthur Örnberg, född 27 mars 1883 i Göteborg, död 20 februari 1967 i Frustuna-Kattnäs, var en svensk militär (generalmajor).

## Biografi
Örnberg avlade sjöofficersexamen 1902, genomgick Sjökrigshögskolan 1906–1908 och Artilleri- och ingenjörshögskolans högre kurs 1908–1910. Han var lärare vid Sjökrigshögskolan 1914–1923 och vid Krigshögskolan (KHS) 1916–1922. Han utnämndes till chef för Kustflottans flygstation 1925 och tjänsteförrättande chef för Andra flygkåren åren 1926–1929. År 1931 blev han stabschef vid Flygvapnet, åren 1936-1942 var han souschef vid Flygförvaltningen och 1937 utnämndes han till generalmajor.
År 1917 blev Örnberg ledamot av Örlogsmannasällskapet och 1931 av Krigsvetenskapsakademien. Han var från 1909 gift med Carmen Hagander (1888–1982). Deras dotter Dagmar Örnberg var gift med konteramiral Holger Henning. De är begravda på Galärvarvskyrkogården i Stockholm.